# Allium sintenisii
Allium sintenisii är en amaryllisväxtart som beskrevs av Josef Franz Freyn. Allium sintenisii ingår i släktet lökar, och familjen amaryllisväxter. Inga underarter finns listade i Catalogue of Life.